# 카피아타
카피아타(스페인어: Capiatá)는 파라과이 센트랄주의 도시이다. 인구는 268,107명이다.